# Осемдесети пехотен полк
Осемдесети пехотен полк е български пехотен полк, формиран през 1917 година и взел участие в Първата световна война (1915 – 1918).

## История
Осемдесети пехотен полк е формиран на 1 август 1917 в местността „Оборище“ от кадъра на 11-и пехотен сливенски, 24-ти пехотен черноморски, 29-и пехотен ямболски и 32-ри пехотен загорски полк, като се състои от четири дружини. Влиза в състава на 3-та пехотна балканска дивизия с която участва в Първата световна война (1915 – 1918). На 12 октомври 1918 е демобилизиран и разформирован в Сливен. Войниците от 38-и до 42-ри набор остават на служба и са преведени в 11-и пехотен сливенски полк, а офицерите в частите на дивизията, от която са дошли при мобилизацията.

## Командири
Званията са към датата на заемане на длъжността.
| №  | звание       | име            | дати                             |
| -- | ------------ | -------------- | -------------------------------- |
| 1. | Подполковник | Владимир Попов | 1 август 1917 – 12 октомври 1918 |